# 长身刺鲃
长身刺鲃（学名：Spinibarbus elongatus）为鲤科倒刺鲃属的鱼类。分布于台湾岛等。该物种的模式产地在台湾。

## 扩展阅读
維基物種上的相關：长身刺鲃